# 巴丹群島
巴丹群島，又译巴坦群岛，是菲律賓最北的群島。行政上屬於巴丹群島省，北隔巴士海峡与台灣臺東縣蘭嶼鄉相望，南隔巴林塘海峡與巴布延群島（屬卡加延省）相望，是菲律賓最北的领土。島上居民與蘭嶼的達悟族同源。

## 地理組成
群島共有約50個島嶼。最北的島嶼是雅米島（Mavudis島），距離台灣本島142公里，距離台灣離島蘭嶼99公里，比距離呂宋島200多公里還要近。其他主要島嶼有Mabudin、Misanga、Ditarem、夏揚島（Siayan）、伊巴雅特島（Itbayat）、汀姆島（Dinem）、巴丹島（Batan）、沙坦島（Sabtang）、沃荷斯島（Ivuhos）和德奎島（Diadekey）。只有三個最大島嶼伊巴雅特（Itbayat）、巴丹（Batan）和沙坦（Sabtang）有人居住。島上居民與台灣臺東蘭嶼達悟族人語言可相通。
巴丹群島省首府位於巴丹島（Batan Island）。

## 族群淵源

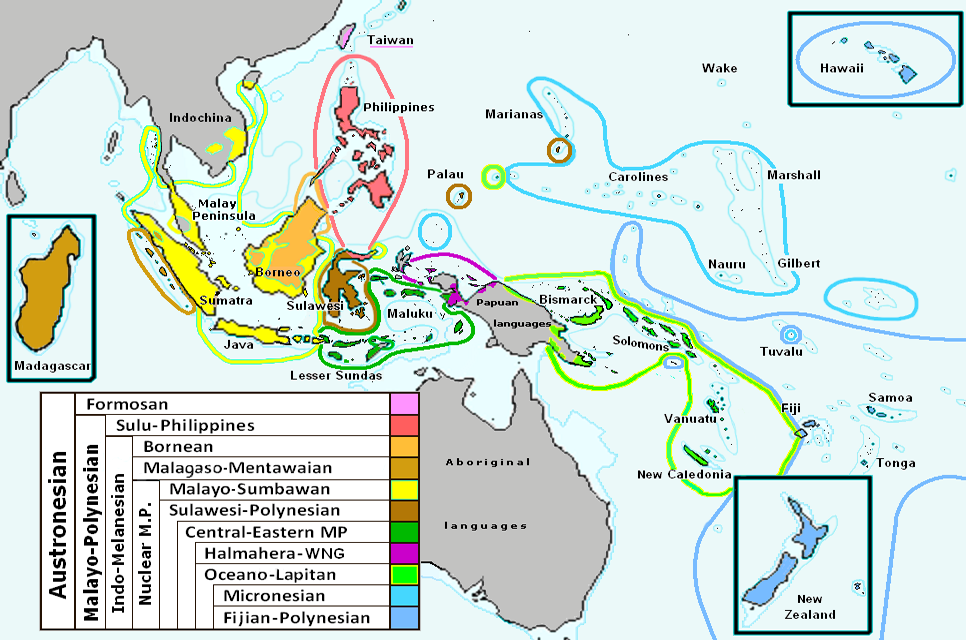
臺灣被視為廣泛分布的南島語族和南島語系的主要源頭之一

根據考古與語言學的理論，認為南島語族的擴散是由臺灣經蘭嶼、巴丹島，到達菲律賓，再由東南亞島嶼遷往大洋洲。達悟族（雅美族）人與巴丹島人雖然在語言與文化上要較達悟族人與臺灣原住民相似，但在遺傳上，達悟族人卻與臺灣原住民相近。
日本學者移川子之藏於19世紀考據，蘭嶼和巴丹兩邊居民的禮儀、穿著、藤帽、髮型等特徵，及主食、烹飪方法與民俗語彙，都極相似，研判屬同一族群。美國人類學者Dezso Benedek更從兩地墓葬都採「甕棺葬」，認為兩地應有共同起源，只因後來蘭嶼與巴丹被劃為兩個國家而被迫分隔。蘭嶼第一位博士生、國立臺灣師範大學地理所博士生董恩慈說16世紀以來，巴丹島歷經西班牙、美國、菲律賓等國治理，西化程度較高，蘭嶼則相對位處台灣外海邊陲，保留較多傳統文化。

## 主權歸屬
由於臺灣的清朝-日本-中華民國主权变动，以及菲律宾的西班牙-美国-菲律宾主权更迭，因此有台灣學者研究稱巴丹群岛的主權歸屬实际上存在爭議。西班牙自1565年开始殖民菲律宾，1686年首次抵达巴丹群岛，并在1783年与当地土著达成协议，将群岛并入西属菲律宾。1895年甲午战争爆发，清朝战败并签订《马关条约》，日本取得台湾全岛及其附属岛屿。同年，日本与西班牙签订《日西分界协定》，两国以“巴士海峡中线”为界，但未明确经纬度坐标。西班牙将北纬20度以北视为日本势力范围，而巴丹群岛位于分界以北。
1898年，美西战争爆发，美国战胜西班牙，双方在巴黎进行和约谈判。美国最初拟将北纬21度30分以南的群岛纳入割让范围，但在西班牙引用1895年分界协定后，最终美国在《巴黎条约》将菲律宾的最北界定为北纬20度，巴丹群岛被排除在外。但在1900年，美国出兵占领巴丹群岛，并将其纳入菲律宾卡加延省管辖，而日本并未对美国占领提出抗议。二战期间，巴丹群岛被日军占领，日本战败后由美军接收，并在1946年随菲律宾独立而归属菲律宾。现今巴丹群岛省为菲律宾最北部的省份。

## 圖片

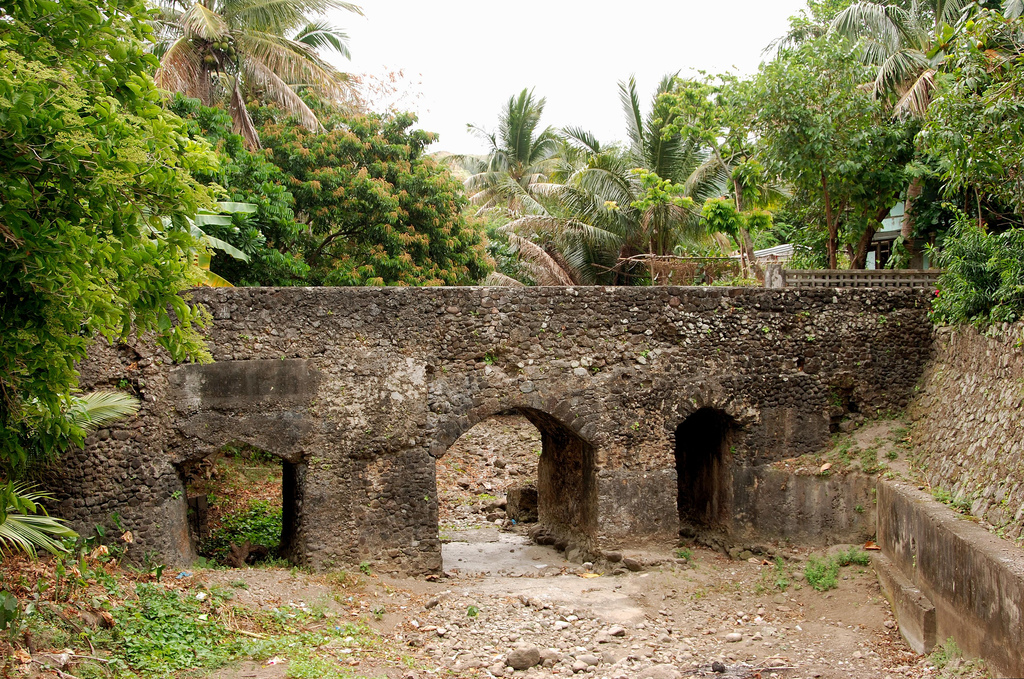
在Ivana的一座古老西班牙橋
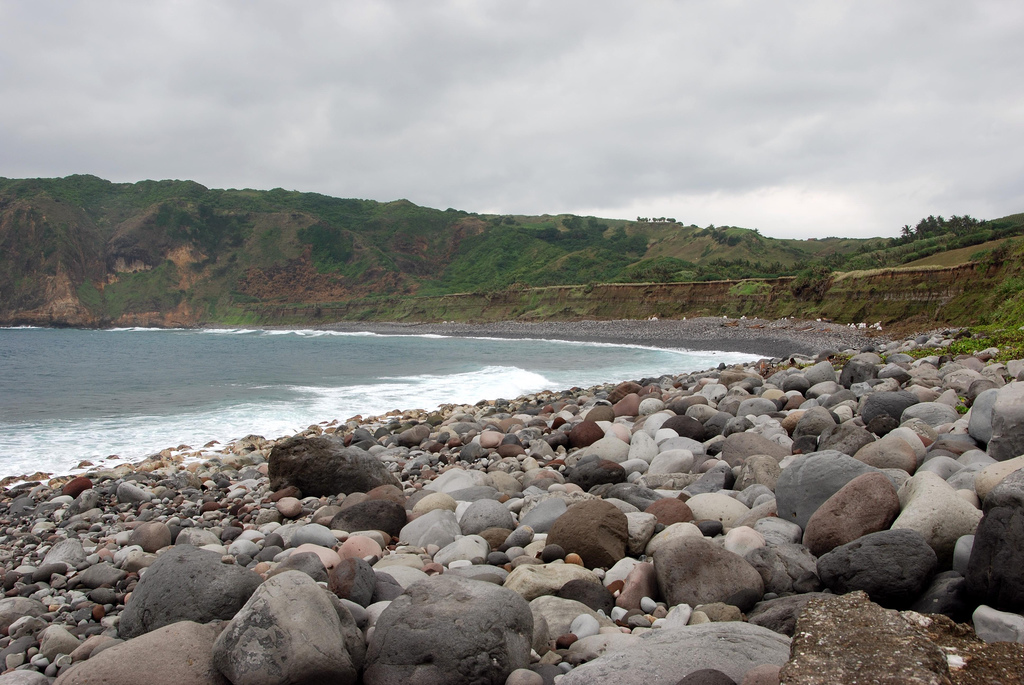
巴丹群島石頭海岸
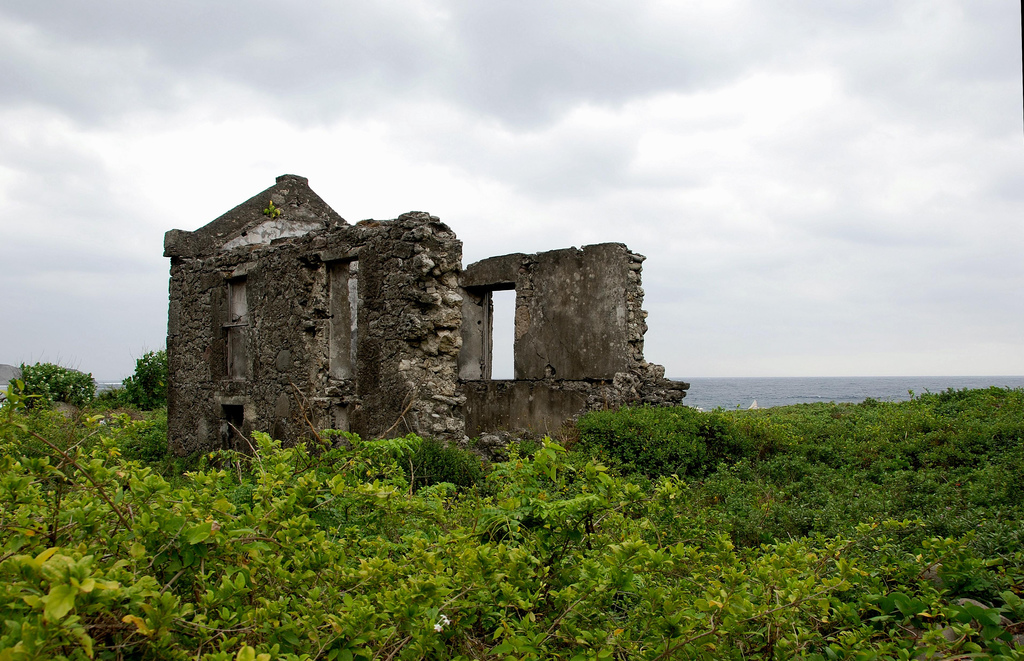
房屋遺跡，位於於1950年代被海嘯所衝擊的Sitio Songsong地帶
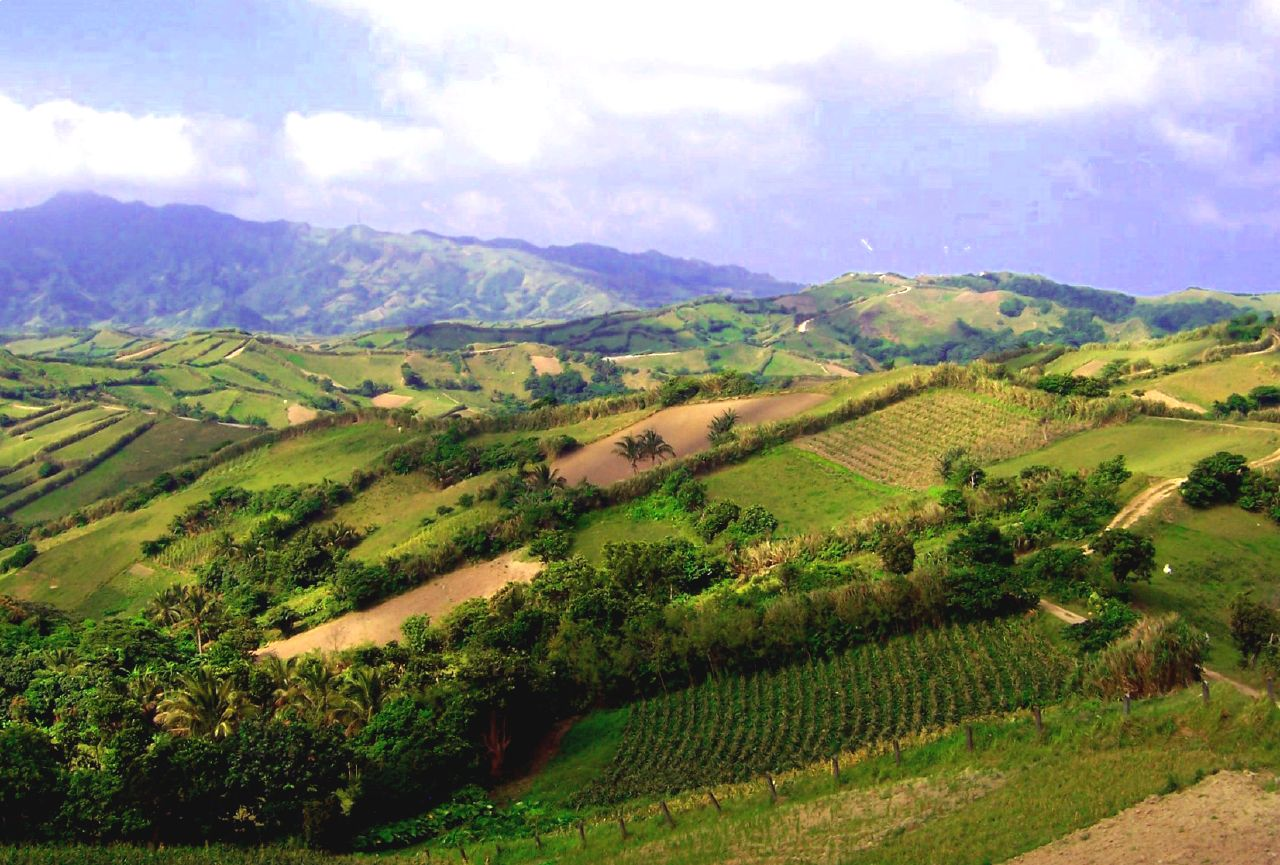
巴丹群島山丘

## 外部連結
- Official Website of the Provincial Government of Batanes
- Batanes Islands Cultural Atlas （页面存档备份，存于）
- Northern Luzon cultures （页面存档备份，存于）